# Abuyog
Abuyog es un municipio filipino de primera clase, perteneciente a la provincia de Leyte, en las Bisayas Orientales.

## Historia
Hacia mediados del siglo XIX, el lugar tenía contabilizada una población de 6070 habitantes, repartidos en 1012 casas. Aparece descrito en el primer volumen del Diccionario geográfico, estadístico, histórico de las Islas Filipinas (1850) de Manuel Buzeta Núñez y Felipe Bravo con las siguientes palabras:

ABUYOG: pueblo con cura y gobernadorcillo, en la isla y prov. de Leite, dióc. de Cebú: sit. en los 128° 39' long., 10° 45' lat., en la costa E. de la isla sobre una pequeña ensenada cuya boca está vuelta al N.; en terreno llano demasiado espuesto á los monzones del N. E., clima templado y saludable. Tiene en sus barrios como unas 1012 casas en general de sencilla construccion, distinguiéndose tan solo por mas notables la casa parroquial y la llamada tribunal; hay cárcel, y escuela de primeras letras dotada de los fondos de comunidad, á la cual concurren varios alumnos, é igl. parr. de buena fábrica, servida por un cura secular. term.: confina por E. con el mar, por S. y O., se dilata por los estensos despoblados de la isla, y por N. con Dagami, que dista poco menos de siete leg. al N. O. En sus montes se cria abundante madera de construccion y ebanistería, y caza mayor y menor, como javalíes, venados, gallos, tórtolas, etc. Tambien se halla buena miel, que depositan las abejas en los huecos de los troncos de los árboles y de las canteras. El terreno reducido á cultivo es bastante fértil y sus prod. arroz, maiz, lentejas, algodon, café, cacao, pimienta, cocos, mangas, muy buen tabaco, etc. ind.: el beneficio de los productos naturales, y agrícolas, varios tejidos y la pesca. pobl. 6070 alm., 1539 trib. que ascienden á 15,390 rs. plata, equivalentes á 38,475 rs. vn.
(Buzeta y Bravo, 1850, p. 270)

En 2020, tenía censados 61 216 habitantes.